# 274 Dywizja Piechoty (III Rzesza)
274 Dywizja Piechoty (niem. 274. Infanterie-Division) – niemiecka dywizja z czasów II wojny światowej, sformowana w Stavanger na mocy rozkazu z 26 maja 1943 roku, poza falą mobilizacyjną przez I Okręg Wojskowy.

## Struktura organizacyjna
- Struktura organizacyjna w maju 1943 roku:

862. i 865. pułk grenadierów, 274. pułk artylerii, 274. batalion pionierów, 274. oddział łączności;

## Dowódcy dywizji
- Generalleutnant Wilhelm Rußwurm 1 VI 1943 – 27 X 1944;
- Generalleutnant Kurt Weckmann 27 X 1944 – 8 V 1945;

## Szlak bojowy
Dywizja przez cały okres od chwili sformowania przebywała w Norwegii i pełniła służbę okupacyjną oraz ochronną w rejonie Stavanger.

W maju 1945 roku kapitulowała przed oddziałami brytyjskimi.